# Bofors 75-mm-Modell-1934
Die Bofors 75mm Modell 1934 war eine Haubitze für den Einsatz im Gebirge, die vor dem Zweiten Weltkrieg in Schweden für den Export entwickelt wurde.

## Geschichte
Für die Neuausrüstung der Wehrmacht und die dortige Erprobung wurden zwölf Geschütze angekauft. Die belgische Armee erwarb einige Geschütze.
Einige Quellen berichten von einer Nutzung in Bulgarien (ab 1936), China, Niederländisch-Indien (Indonesien) und weiteren Ländern. Die niederländischen Geschütze wurden von Japan erbeutet und weiterverwendet.
Die von der Wehrmacht erbeuteten Geschütze wurden mit der Bezeichnung 7,5 cm Gebirgskanone 228 (b) in Verwendung genommen.

## Variante
Das entwicklungsmäßig aus dem Jahr 1933 stammende Geschütz wurde an die Waffenfabrik Thun auslizenziert. Eine Serie von 56 Geschützen mit kürzerem Rohr wurde geliefert.